# اچ‌ام‌اس پاندورا (۱۹۰۰)
اچ‌ام‌اس پاندورا (۱۹۰۰) (به انگلیسی: HMS Pandora (1900)) یک کشتی بود که طول آن ۳۱۳ فوت ۶ اینچ (۹۵٫۵۵ متر) بود. این کشتی در سال ۱۹۰۰ ساخته شد.